# 富貴榮華
《富貴榮華》（英語：Brothers Four）是香港電視廣播有限公司拍攝製作的時裝電視劇，全劇共20集，監製李添勝，主要演員有鄭少秋、廖啟智、程思俊、任達華、葉德嫻、陳敏兒、陳秀珠、駱應鈞、劉兆銘、梁鴻華、梁珊、魯振順等。傳聞為影射香港演藝界傳奇的許氏四兄弟，劇中「富貴榮華」 四兄弟對應許氏「文武英傑」四兄弟，只是兄弟順序中貴與榮與現實生活中的武與英調換了。

## 故事簡介
林家長子林尚富（鄭少秋飾），外表平凡庸碌，其實真人不露相，思路縝密，觸覺敏銳，頗能洞察先機，但因其在待人處事方面處處表現得滿不在乎，凡事不喜向人解釋，結果常引起三位弟弟林尚貴（廖啟智飾）、林尚榮（程思俊飾）及林尚華（任達華飾） 與他之間的誤會。雖然如此，但尚富內心卻非常痛愛三位弟弟，不但大力支持天分不高、好讀書的三弟尚榮到外國完成深造課程，同時亦鼓勵有演藝天分的四弟尚華赴日再創事業高峰，成為敦厚老實的二弟尚貴馬首是瞻的好哥哥。
除了四兄弟之外，尚富的生命中亦出現了兩位重要的女性：夏楚翹（葉德嫻飾）及孫懿德（陳秀珠飾）。楚翹出身寒微，性格爽朗，處事世故，擅於交際，很能討人歡心，相識滿天下，奈何知己難求。直至邂逅尚富，覺得其人忠誠戇直，決助其發展事業，更有意付託終身，無奈尚富心有所屬，情牽與他性格南轅北轍的懿德。懿德芳齡二十，出身藝術身家，音樂造詣甚高，天才橫溢。唯獨有藝術家悲天憫人情懷的她，十分同情尚富的遭遇，因而對尚富產生好感。面對親情、友情、愛情及事業的種種考驗，尚富將會如何處理呢？

## 演員表
- 鄭少秋 飾 林尚富
- 廖啟智 飾 林尚貴
- 程思俊 飾 林尚榮
- 任達華 飾 林尚華
- 陳敏兒 飾 方嘉慧
- 葉德嫻 飾 夏楚翹
- 許紹雄 飾 占米高
- 梁漢輝 飾 陳百福
- 劉雅麗 飾 女星阿夢
- 張英才 飾 楊成安
- 廖駿雄 飾 大隻佬
- 陳秀珠 飾 孫懿德
- 梁　愛 飾 菁　姐
- 梁　珊 飾 童　珊
- 何璧堅 飾 餐廳老板
- 黃仲賢 飾 部　長
- 李國麟 飾 才
- 陳栢燊 飾 伴奏者
- 鄭厚華 飾 明　仔
- 吳華山 飾 華　友
- 徐威信 飾 華　友
- 陳百祥 飾 何堅庭
- 魯振順 飾 冼　亮
- 張南雁 飾 劉淑欣
- 陳德光 飾 報名者
- 洪羅拔 飾 參賽者
- 劉德華 飾 參賽者
- 潘宏彬 飾 參賽者/記　者
- 譚玉瑛 飾 參賽者
- 盧影媚 飾 參賽者
- 符鈺晶 飾 參賽者
- 戴志偉 飾 參賽者
- 郭杏桃 飾 店　員
- 凌禮文 飾 威　哥
- 盧維昌 飾 胡　傑
- 沈之達 飾 監　製
- 徐錦江 飾 同　學
- 李月娥 飾 同　學
- 郭凝湘 飾 同　學
- 李振輝 飾 司　儀
- 戚美珍 飾 司　儀
- 何國英 飾 評　判
- 甘永禧 飾 評　判
- 覃伯洪 飾 評　判
- 胡芳齡 飾 評　判
- 駱應鈞 飾 雷力濤
- 盧　遠 飾 張大導
- 梁鴻華 飾 阿　柴
- 陳　寧 飾 洗地阿嬸
- 周　吉 飾 咖喱曾
- 徐有明 飾 伴　客
- 梁克遜 飾 伴　客
- 白　蘭 飾 四　姐
- 傅玉蘭 飾 Eva
- 陳敏兒 飾 方嘉慧
- 吳惠娥 飾 銀行職員
- 吳子山 飾 榮同學
- 李揚道 飾 榮同學
- 連炎輝 飾 榮同學
- 馮　國 飾 榮同學
- 武振子 飾 Enda/接待員
- 劉兆銘 飾 閻定天
- 駱　恭 飾 唱片經理
- 王靜儀 飾 女秘書
- 梅　蘭 飾 三　姨
- 虞天偉 飾 傍　友
- 羅麗娟 飾 化粧師
- 楊嘉諾 飾 司　儀
- 姚鳳絲 飾 女明星
- 胡美玉 飾 女明星
- 韋以茵 飾 秘　書
- 吳麗珠 飾 女職員
- 陳麗華 飾 女職員
- 許逸華 飾 女職員
- 何詩敏
- 基保羅 飾 船　長
- 鄭藩生 飾 阿　輝
- 張活游 飾 霍先生
- 羅國維 飾 葉國誠
- 曹　濟 飾 傍友劉
- 石毅魂 飾 經紀梁
- 余慕蓮 飾 愛　姐
- 鄧英敏 飾 裁縫老板
- 李國平 飾 民　仔
- 鄭藩生 飾 煇　仔
- 范秀明 飾 唱片監製
- 胡美儀 飾 關小姐
- 楊仲恩 飾 片　商
- 飾 方東城
- 李家鼎 飾 勞　烈

## 音樂
此劇插曲《心中懷著你的愛》及《心事》分別為湯正川及黃綺嘉的代表作。

## 電視節目的變遷
| 英屬香港無綫電視翡翠台 逢星期一至五 19:05-20:00 | 英屬香港無綫電視翡翠台 逢星期一至五 19:05-20:00 | 英屬香港無綫電視翡翠台 逢星期一至五 19:05-20:00 |
| ----------------------------------------------- | ----------------------------------------------- | ----------------------------------------------- |
|                                                 | 富貴榮華 （1981.11.16 - 1981.12.11）            |                                                 |
| 英雄出少年 （1981.10.19 - 1981.11.13）          | 突破 （1981.12.14 - 1982.01.08）                |                                                 |